# Данко Гърлич
Данко Гърлич (на хърватски: Danko Grlić) е марксистки хуманист, член на школата „Праксис“ в Социалистическа федеративна република Югославия.

## Биография
Роден е на 28 септември 1923 г. в Грачаница, Кралство Югославия. През 1931 г. се премества със семейството си в Загреб. По време на Втората световна война участва в антифашистката борба. След приемането на Резолюцията на Информбюро за ЮКП през юни 1948 година, Гърлич се обявава против нея, но подкрепя като правилна точката, в която се казва, че няма достатъчно демокрация в Съюза на комунистите на Югославия. Арестуван е и осъден на три месеца затвор и изпратен в Голи Оток. След завръщането си от Голи Оток работи на редица работи – превежда, пише дори и под фалшиво име. В публичното пространство циркулира история, според която той пише есе за книгата на Франьо Туджман „Войната срещу войната“. Туджман му плаща за есето, но Гърлич не е споменат като автор (въпреки че е споменат в края на книгата).
От 1950 до 1955 г. Гърлич следва философия в Загребския университет. През 1959 г. приема предложението на Мирослав Кърлежа да работи в Югославската лексикографска агенция. През 1965 г. е един от основателите на списание Праксис.
От 1966 до 1968 г. Гърлич е президент на Хърватското философско общество. През 1969 г. защитава докторска дисертация на тема „Основната мисъл на Фридрих Ницше“.
Гърлич започва академичната си кариера през 1962 г. като започва да преподава естетика в Академията по изкуствата в Загреб. Преподава там до 1968 г., когато му е забранено да преподава в институцията. Продължава академичната си кариера през 1971 г., когато става професор в Белградския университет, а през 1974 г. се премества във Философския факултет на Загребския университет. Там е ръководител на катедрата по естетика до смъртта си през 1984 г.
Неговите Избрани произведения в четири тома са публикувани през 1988 г., а през 1989 г. е издадена в Загреб в сборник със статии в негова чест, озаглавена Изкуството и революцията.
Женен е за Ева Гърлич, с която имат син Райко Гърлич, който е хърватски режисьор и продуцент на филми.
Умира на 1 март 1984 г. в Загреб.

## Основни произведения
Гърлич представя критическите марксистки позиции, типични за цялата школа „Праксис“. След Маркс любимият автор на Гърлич е Фридрих Ницше. Гърлич иска да промени негативния образ, който Ницше има в марксистките кръгове, като твърди, че използваните от нацистите мисли на Ницше не представят същността на неговата философия.
Главното поле на научен интерес на Гърлич е естетиката. Автор е на четиритомното издание Естетика, публикувана в периода 1974 – 1979 г.
Други трудове:
- Dictionary of Philosophers (1968)
- Contra Dogmaticos (1971)
- Friedrich Nietzsche (1981)
- The Challenge of the Negative: to the aesthetics of Theodor Adorno (1986, posthumous)